# ピーター・ウィット・カー (シカゴ・サーフェス・ライン)
この項目では、アメリカ合衆国を始めとする世界各地に導入された路面電車車両であるピーター・ウィット・カーのうち、かつてシカゴ市内に大規模な路線網を有していたシカゴ・サーフェス・ラインに導入された車両について解説する。"セダン（Sedan）"という愛称も付けられていた。

## 概要
ピーター・ウィット・カー（Peter Witt streetcar）はクリーヴランド鉄道で考案された路面電車車両の形態で、乗客の流動性を向上させるため乗降扉を車体側面の向かって右側と中央の2箇所に配置したボギー車である。そのうちシカゴ・サーフェス・ラインに導入されたのは100両だが、シカゴ・サーフェス・ラインはシカゴ市と複数の路面電車事業者によって構成される運営組織であり、ピーター・ウィット・カーが在籍したのはシカゴ鉄道（60両、3322 - 3381）とシカゴ市街鉄道（40両、6280 - 6319）であった。
乗客は前方の扉から乗車し（Front Entrance）中央の扉で車掌に精算を済ませて下車する（Center Exit）「前乗り後降り」の流れとなっており、この構造から「FECEカー（FCEC Car）」とも呼ばれた。定員数は従来の車両よりも多く着席人数も60人と増大した一方、運転台は片側のみ設置されており、後述の通り運行に制限が生じる欠点もあった。制御方式については従来の車両と同様に抵抗制御方式だったが、速度制御装置にはゼネラル・エレクトリックで開発された多段式の電空多段カム軸式（PCM）が採用され、スムーズな加減速が可能となった。

## 運用
1929年に製造が行われ、同年10月3日から営業運転を開始した。立席分も含めた定員数の多さから、マディソン・ストリート系統（Madison Street route）やクラーク・ウェントワース系統（ Clark-Wentworth streetcar route）など利用客が多い系統に導入された。ただし、当時シカゴ・サーフェス・ラインが所有していた車両と異なり片運転台だった事から終端に折り返し用のループ線やデルタ線が設置されている系統への限定投入となり、一部系統では導入に際して線形改良が実施された。
シカゴ・サーフェス・ラインがシカゴ交通局（CTA）に公営化されて以降も使用されたが、路線縮小やPCCカーの導入により廃車が進み、1952年までに全車営業運転を退いた。最後の車両は1953年4月に解体され、2020年時点で現存車両は存在しない。

## 参考資料
- Chicago Transit Authority (2016). cta 2016 Historic Calender 2020年7月21日閲覧。
- John J. Brown; Charles A. Brown; James E. Coleman; Robert E. Johnson (1941-7). Complete Roster of Equipment of the CHICAGO SURFACE LINES. Bulletin. 27. Central Electric Railfans' Assosiation 2020年7月21日閲覧。.